# Estación de Doukissis Plakentias
Doukissis Plakentias, en Atenas, Grecia es una estación del Attiko Metro Blue Line situada en Agia Paraskevi cerca de la Avenida Doukissis Plakentias. El nombre de la duquesa de Plaisance, una filoelena, dueño de gran parte de la tierra en esta parte de Atenas, se encuentra cerca de Attiki Odos y sirve como punto de conexión con el ferrocarril suburbano de Atenas (Proastiakos Sidirodromos).
La estación se encuentra dentro de los límites administrativos de la Municipalidad de Atenas cerca del asentamiento de Patima. Los pasajeros que ofrece intercambio de capacidad entre las estaciones de Metro de Atenas y Proastiakos, aparcamiento de coches privados, taxi y autobús de tránsito local y parada de buses focal OASA para acceder a los suburbios al noreste de Atenas, Mesoghaia del norte y este de Attica. También es el cruce de la autopista Attiki Odos y Imittos anillo. Además se convierte en accesible durante días laborables desde el transporte Municipal de Atenas (horario diurno) y del transporte Municipal Vrilissia. El acceso de transporte Municipal de Penteli este cancelado.

## Servicios

### Metro de Atenas
| << cabecera | < estación | línea   | estación > | cabecera >> |
| ----------- | ---------- | ------- | ---------- | ----------- |
| Nikaia      | Chalandri  | Línea 3 | Pallini    | Aeropuerto  |

### Proastiakós
| << cabecera | < estación | línea              | estación > | cabecera >> |
| ----------- | ---------- | ------------------ | ---------- | ----------- |
| Kiato       | Pentelis   | Kiato - Aeropuerto | Pallini    | Aeropuerto  |

- Datos: Q5302218
- Multimedia: Doukissis Plakentias station / Q5302218